# Y học thiên tai
Y học thiên tai là lĩnh vực chuyên môn y tế phục vụ hai lĩnh vực: chăm sóc sức khỏe cho những người sống sót sau thảm họa và cung cấp sự chuẩn bị y tế đề phòng thảm họa thiên tai, lập kế hoạch về mặt y tế nhằm ứng phó với thiên tai và lãnh đạo khắc phục thảm họa. Các chuyên gia y tế thiên tai cung cấp cái nhìn toàn diện, hướng dẫn và chuyên môn về các nguyên tắc và thực hành y tế cả trong khu vực bị ảnh hưởng bởi thiên tai và các cơ sở tiếp nhận sơ tán y tế để quản lý các chuyên gia, bệnh viện, cơ sở y tế, cộng đồng và chính phủ. Chuyên gia y tế thiên tai là người liên lạc giữa và đối tác với người lập kế hoạch dự phòng y tế, chuyên gia quản lý khẩn cấp, hệ thống chỉ huy sự cố, chính phủ và các nhà hoạch định chính sách.
Y học thiên tai không giống như tất cả các lĩnh vực chuyên môn y tế khác, chuyên gia về thảm họa không thực hành toàn bộ phạm vi của chuyên khoa với tính chất toàn thời gian mà chỉ trong các trường hợp khẩn cấp. Trên thực tế, một chuyên gia y học thiên tai sẽ không bao giờ thực hành đầy đủ các kỹ năng cần thiết cho chứng nhận hội đồng quản trị. Tuy nhiên, giống như các chuyên gia về y tế công cộng, y học môi trường và y học nghề nghiệp, các chuyên gia về thiên tai tham gia vào việc phát triển và sửa đổi chính sách công cộng và tư nhân, lập pháp, lập kế hoạch thảm họa và khắc phục thảm họa. Tại Hoa Kỳ, chuyên ngành về y học thiên tai đáp ứng các yêu cầu đặt ra cho Chỉ thị của Tổng thống An ninh Nội địa(HSPD), Kế hoạch ứng phó thiên tai quốc gia (NRP), Hệ thống quản lý sự cố thiên tai quốc gia(NIMS), Hệ thống tài nguyên quốc gia (NRTS) và Kế hoạch thực hiện NIMS cho các bệnh viện và cơ sở chăm sóc sức khỏe

## Định nghĩa
Chăm sóc sức khỏe thiên tai - Nhằm cung cấp các dịch vụ chăm sóc sức khỏe từ các chuyên gia, dành cho những người sống sót sau thiên tai và ứng phó với thảm họa trong khu vực bị ảnh hưởng và các cơ sở tiếp nhận sơ tán chăm sóc sức khỏe trong suốt vòng đời thảm họa.
Sức khỏe và hành vi sau thiên tai - Sức khỏe hành vi thiên tai liên quan đến khả năng ứng phó thảm họa và cho những người sống sót sau thảm họa duy trì hoặc nhanh chóng khôi phục chức năng, khi phải đối mặt với mối đe dọa hoặc tác động thực sự của thảm họa và các sự kiện cực đoan.

Luật thiên tai - Luật thiên tai liên quan đến sự phân nhánh hợp pháp của kế hoạch, chuẩn bị, ứng phó và khắc phục thảm họa, bao gồm nhưng không giới hạn trong việc thu hồi tài chính, trách nhiệm công cộng và tư nhân, giảm nhẹ tài sản và lên án. 

Vòng đời thiên tai - Dòng thời gian cho các sự kiện thảm họa bắt đầu bằng khoảng thời gian giữa các thảm họa (xen kẽ), tiến triển qua sự kiện thảm họa và ứng phó thảm họa và lên đến đỉnh điểm trong việc khắc phục thảm họa. Interphase bắt đầu khi kết thúc đợt khắc phục thảm họa cuối cùng và kết thúc khi bắt đầu sự kiện thảm họa tiếp theo. Sự kiện thảm họa bắt đầu khi sự kiện xảy ra và kết thúc khi sự kiện ngay lập tức lắng xuống. Ứng phó thảm họa bắt đầu khi sự kiện xảy ra và kết thúc khi các dịch vụ ứng phó thảm họa cấp tính không còn cần thiết nữa. Phục hồi thảm họa cũng bắt đầu với ứng phó thảm họa và tiếp tục cho đến khi khu vực bị ảnh hưởng được đưa trở lại tình trạng trước sự kiện. [3]
Lập kế hoạch thiên tai - Nhàm tìm kiếm một phương pháp để đối phó với sự kiện thảm họa, đặc biệt là một phương pháp có khả năng xảy ra đột ngột và gây thương tích lớn và/hoặc mất mạng, thiệt hại và khó khăn. Kế hoạch thiên tai xảy ra trong giai đoạn thảm họa. [4]
Chuẩn bị thiên tai - Hành động thực hành và thực hiện kế hoạch đối phó với sự kiện thảm họa trước khi xảy ra sự kiện, đặc biệt là một sự kiện có khả năng xảy ra đột ngột và gây thương tích lớn và/hoặc mất mạng, thiệt hại và khó khăn. Chuẩn bị thiên tai xảy ra trong giai đoạn thảm họa. [5]
Phục hồi sau thảm họa thiên tai - Việc khôi phục hoặc trở lại trạng thái trước đây hoặc tốt hơn hoặc điều kiện xảy ra thảm họa  (ví dụ: hiện trạng ante, tình trạng đã tồn tại trước đó). Phục hồi thảm họa là giai đoạn thứ tư của quá trình hồi phục sức khỏe cho các nạn nhân sau thảm họa. [4
Ứng phó với thảm họa thiên tai - Khả năng trả lời những thách thức dữ dội do một sự kiện thảm họa gây ra. Ứng phó thảm họa là giai đoạn thứ ba của quá trình.
Lập kế hoạch dự phòng y tế - Nhằm tìm kiếm một phương pháp để đáp ứng các yêu cầu y tế của dân số bị ảnh hưởng sau một thảm họa thiên tai.
Tăng đột biến về số lượng bệnh nhân - Bệnh nhân (thương vong về thể chất và gặp chấm thương về tâm lý), du khách, các hộ gia đình, phương tiện truyền thông và cá nhân đang tìm kiếm người mất tích đến bệnh viện hoặc cơ sở chăm sóc sức khỏe để điều trị, tìm kiếm thông tin và/hoặc nơi trú ẩn do hậu quả của thảm họa.
Khả năng phẫu thuật - Khả năng quản lý khối lượng bệnh nhân tăng đột ngột, bất ngờ gây sẽ thách thức nghiêm trọng hoặc vượt quá khả năng hiện tại của hệ thống chăm sóc sức khỏe.
Phân loại y tế - Việc phân loại bệnh nhân dựa trên mức độ nghiêm trọng của chấn thương hoặc bệnh tật và dựa trên các nguồn lực sẵn có.
Phân loại về mặt tâm lý xã hội - việc phân loại giữa bệnh nhân dựa trên mức độ nghiêm trọng của chấn thương tâm lý hoặc ảnh hưởng trong bối cảnh nguồn lực sẵn có.

## Lịch sử
Thuật ngữ y học thiên tai, lần đầu tiên xuất hiện trong các từ vựng y tế trong thời kỳ hậu Thế chiến II. Mặc dù được đặt ra bởi các bác sĩ quân đội phục vụ trong Thế chiến thứ hai, thuật ngữ phát triển ra khỏi một mối quan tâm cho sự cần thiết phải chăm sóc cho thương vong quân sự, hoặc nạn nhân Holocaust hạt nhân [ cần dẫn nguồn ], nhưng ra sự cần thiết phải chăm sóc cho những người sống sót sau thảm họa thiên nhiên và ký ức chưa xa về Đại dịch cúm 1917-1918
Thuật ngữ thảm họa y học nghiêm trọng, tiếp tục xuất hiện lẻ tẻ trên cả báo chí y tế và phổ biến [ cần dẫn nguồn ] cho đến những năm 1980, khi những nỗ lực phối hợp đầu tiên để tổ chức một đội quân phản ứng y tế cho thảm họa đã phát triển trong Hệ thống y tế thảm họa quốc gia. Đồng thời với việc này là sự hình thành của một nhóm thảo luận và nghiên cứu về thảm họa và y học khẩn cấp thuộc Hiệp hội Y khoa Hoa Kỳ (AMA) tại Hoa Kỳ cũng như các nhóm ở Vương quốc Anh, Israel và các quốc gia khác. Vào thời điểm cơn bão Andrew đã tấn công Florida vào năm 1992, khái niệm về y học thảm họa đã cố thủ trong ý thức của công chúng và chính phủ. Mặc dù đào tạo và nghiên cứu sinh về y học thảm họa hoặc các chủ đề liên quan đã bắt đầu tốt nghiệp các chuyên gia ở Châu Âu và Hoa Kỳ ngay từ những năm 1980, nhưng mãi đến năm 2003, cộng đồng y tế mới chấp nhận nhu cầu về chuyên khoa mới [ cần dẫn nguồn ].
Trong suốt giai đoạn này, không đầy đủ và sút kém phản ứng y tế cho sự kiện thiên tai đã làm cho nó ngày càng rõ ràng [ cần dẫn nguồn ] tại Hoa Kỳ rằng các tổ chức quản lý tình trạng khẩn cấp liên bang, tiểu bang và địa phương là cần một cơ chế để xác định các bác sĩ có trình độ khi đối mặt với một sự gia tăng toàn cầu về tỷ lệ thảm họa [ cần dẫn nguồn ]. Nhiều bác sĩ tình nguyện tại các thảm họa có kiến thức tối thiểu về y học thảm họa và thường gây nguy hiểm cho bản thân và nỗ lực ứng phó vì họ ít hoặc không được đào tạo về phản ứng tại hiện trường. Sau đó, Học viện Y học Thiên tai Hoa Kỳ (AADM) và Hội đồng Y học Thiên tai Hoa Kỳ (ABODM) được thành lập tại Hoa Kỳ với mục đích trao đổi học thuật và giáo dục về Y học Thảm họa cũng như phát triển một kỳ thi chứng minh sự xuất sắc đối với chứng nhận của hội đồng trong chuyên ngành mới này

## Đạo đức trong y học thiên tai
Người hành nghề trong lĩnh vực y học thiên tai phải biết xử lí các tình huống khó xử về mặt đạo đức một cách thành thạo, thường phát sinh trong môi trường thiên tai. Một trong những tình huống khó xử phổ biến nhất xảy ra là khi nhu cầu y tế vượt quá khả năng cung cấp tiêu chuẩn chăm sóc bình thường cho tất cả các bệnh nhân.
Các công việc cần thiết
Trong trường hợp xảy ra đại dịch, trong tương lai, số lượng bệnh nhân cần hỗ trợ hô hấp bổ sung sẽ nhiều hơn số lượng máy thở có sẵn [9]. Mặc dù đây chỉ là một giả thuyết, song những thảm họa tự nhiên tương tự đã xảy ra trong quá khứ. Trong lịch sử, đại dịch cúm năm 1918-19 và đại dịch SARS gần đây hơn vào năm 2003, số lượng bệnh nhân tăng đã dẫn đến tình trạng khan hiếm thiết bị y tế và cần phải xử lý. Một bài báo ước tính rằng tại Hoa Kỳ, nhu cầu về máy thở sẽ gấp đôi số lượng có sẵn trong bối cảnh đại dịch cúm tương tự như quy mô năm 1918 [10]. Ở các quốc gia khác có ít thiết bị tiên tiến, tình trạng thiếu hụt được cho là nghiêm trọng hơn.
Các liệu pháp phổ biến nhất bao gồm các cách tiếp cận phổ biến hướng dẫn cách xử lý bao gồm, cứu sống nhiều người nhất, yêu cầu được chăm sóc cho những người đầu tiên bị bệnh nặng nhất hoặc thay vào đó là một người đến trước, cách tiếp cận phục vụ đầu tiên có thể cố gắng vượt qua quyết định khó khăn của việc xử lý [9]. Các dịch vụ khẩn cấp thường sử dụng các hệ thống xử lý riêng để có thể xử lý một số tình huống khó khăn này; tuy nhiên, các hướng dẫn này thường cho rằng không có sự khan hiếm thiết bị hỗ trợ, và do đó, các hệ thống xử lý khác nhau phải được phát triển cho các cài đặt ứng phó thảm họa, giới hạn tài nguyên. Các phương pháp đạo đức hữu ích để hướng dẫn phát triển các giao thức xử lý như vậy thường dựa trên các nguyên tắc của các lý thuyết về chủ nghĩa thực dụng, chủ nghĩa bình quân và thủ tục [9].
Cách tiếp cận và sử dụng
Các lý thuyết về chuyên ngành này đã hoạt động trên tiền đề rằng các tổ chức phúc lợi sẽ 'tối đa hóa phúc lợi tập thể'; hay nói cách khác, là 'làm điều tốt nhất cho số lượng người lớn nhất [9] '.  Những người theo các tổ chức phúc lợi nhất thiết phải cần đến một biện pháp để đánh giá kết quả. Điều này có thể được minh họa thông qua nhiều cách khác nhau, ví dụ: số lượng người được cứu hoặc số người còn sống sót được lưu thông qua sự can thiệp. Do đó, những người phúc lợi này sẽ ưu tiên cứu những bệnh nhân trẻ tuổi nhất so với người già hoặc ưu tiên những người có khả năng tử vong cao hơn dù có can thiệp, để 'tối đa hóa những năm sống chung của cuộc đời'.QALYs (Số năm sống được điều chỉnh về chất lượng) có tính đến số năm còn lại của cuộc sống bệnh nhân do khuyết tật và chất lượng của cuộc sống của họ đã được cải thiện, để định lượng được tiện ích của sự can thiệp.
Tiếp cận theo Chủ nghĩa bình đẳng
Các nguyên tắc theo chủ nghĩa bình đẳng đề nghị phân phối đồng đều giữa các nguồn lực khan hiếm với tất cả những người cần bất kể hậu quả [11]. Những người theo chủ nghĩa quân bình sẽ chú trọng đến sự bình đẳng song cách thức của họ để đạt được điều này có thể khác nhau. Yếu tố hướng dẫn là cần thiết ngay từ đầu chứ không phải là lợi ích hay tiện ích cuối cùng của sự can thiệp. Phương pháp này dựa trên các nguyên tắc bình đẳng là những hướng dẫn phức tạp trong bối cảnh thiên tai. Theo Eyal (2016), Tùy thuộc vào mức độ chính xác của chủ nghĩa bình đẳng, mức độ ưu tiên hạn chế có thể dành cho những bệnh nhân có tiên lượng rất tệ (vì việc chăm sóc y tế của họ hiện tại rất kém), cho những bệnh nhân bị khuyết tật nghiêm trọng trong nhiều năm (vì họ sẽ phải sống với sức khỏe tồi tệ cả đời), với những bệnh nhân trẻ tuổi (vì tuổi đời họ còn quá trẻ), cho những bệnh nhân thiệt thòi về kinh tế xã hội (vì triển vọng phúc lợi và tài nguyên của họ thấp hơn),[9]
Phương pháp tiếp cận theo thủ tục [9]
Những khó khăn cố hữu trong việc phân loại có thể khiến các học viên cố gắng giảm thiểu lựa chọn tích cực hoặc có thể dẫn đến việc ưu tiên cho bệnh nhân trước tình trạng khan hiếm công cụ và dịch vụ chăm sóc y tế, nên thay vào đó, họ sẽ dựa vào các hướng dẫn không tính đến nhu cầu y tế hoặc khả năng có kết quả tích cực. Theo cách tiếp cận này, được gọi là thủ tục, lựa chọn hoặc ưu tiên có thể dựa trên sự bao gồm của bệnh nhân trong một nhóm cụ thể (ví dụ: theo quyền công dân hoặc tư cách thành viên trong một tổ chức như nhóm bảo hiểm y tế). Cách tiếp cận này sẽ làm đơn giản hóa sự phân chia và minh bạch, mặc dù có những hạn chế đáng kể về đạo đức nghề nghiệp, đặc biệt là khi các thủ tục ủng hộ những người thuộc nhóm lợi thế về kinh tế hay xã hội (như những người có bảo hiểm y tế). Các hệ thống thủ tục của bộ ba nhấn mạnh một số mô hình ra quyết định dựa trên các thủ tục ưu tiên. Điều này có thể diễn ra dưới hình thức xổ số công bằng chẳng hạn; hoặc thiết lập các tiêu chí minh bạch để vào bệnh viện - dựa trên các điều kiện không phân biệt đối xử. Đây không phải là kết quả thúc đẩy; đó là một hoạt động hướng đến quá trình nhằm cung cấp các khuôn khổ nhất quán để dựa vào đó đưa ra các quyết định[9].
Đây không phải là những hệ thống duy nhất mà quyết định được đưa ra, nhưng cung cấp một khung cơ bản để đánh giá lý do đạo đức đằng sau những lựa chọn thường gặp khó khăn trong quá trình xử lý và ứng phó thảm họa

## Các lĩnh vực
Trên phạm vi quốc tế  , các chuyên gia về y học thiên tai phải chứng minh năng lực của họ trong các lĩnh vực chăm sóc sức khỏe và quản lý trong trường hợp khẩn cấp bao gồm những mục sau, nhưng không giới hạn:
- Sức khỏe và hành vi sau thiên tai
- Luật thiên tai
- Kế hoạch thiên tai
- Chuẩn bị thiên tai
- Phục hồi thảm họa thiên tai
- Ứng phó với thiên tai
- An toàn thiên tai
- Hậu quả y tế của thảm họa thiên tai
- Hậu quả y tế của khủng bố
- Kế hoạch dự phòng y tế
- Khử nhiễm y tế
- Ý nghĩa y tế của thảm họa
- Ý nghĩa y học của khủng bố
- Lập kế hoạch y tế và chuẩn bị cho thảm họa
- Lập kế hoạch y tế và chuẩn bị cho khủng bố
- Phục hồi y tế sau thảm họa
- Phục hồi y tế từ khủng bố
- Ứng phó với thảm họa
- Phản ứng y tế trước khủng bố
- Phản ứng y tế với vũ khí hủy diệt hàng loạt
- Y tế tăng, khả năng đột biến và xử lý
- Ý nghĩa tâm lý xã hội của thảm họa
- Ý nghĩa tâm lý xã hội của khủng bố
- Phân loại tâm lý xã hội

## Dòng thời gian
1812 - Chiến tranh Napoléon làm nảy sinh thực hành y tế quân sự trong nỗ lực phân loại thương binh trong những người được điều trị y tế và trở lại chiến đấu và những người bị thương không thể sống sót. Dominique-Jean Larrey, một bác sĩ phẫu thuật trong quân đội của hoàng đế Pháp, không chỉ quan niệm về việc chăm sóc những người bị thương trên chiến trường, mà còn tạo ra khái niệm về xe cứu thương, thu thập những chiếc xe ngựa bị thương và đưa họ đến bệnh viện quân đội.
1863 - Hội chữ thập đỏ quốc tế thành lập tại Geneva, Thụy Sĩ
1873 - Clara Barton bắt đầu tổ chức Hội Chữ thập đỏ Hoa Kỳ, dựa trên kinh nghiệm của bà trong cuộc Nội chiến Hoa Kỳ.
1881 - Chương trình Chữ thập đỏ đầu tiên của Mỹ được thành lập tại Dansville, New York.
1937 - Tổng thống Franklin Roosevelt đưa ra yêu cầu công khai của đài phát thanh thương mại về viện trợ y tế sau vụ nổ khí đốt tự nhiên ở New London, Texas. Đây là yêu cầu tổng thống đầu tiên về hỗ trợ y tế thảm họa trong lịch sử Hoa Kỳ. [12]
1955 - Đại tá Karl H. Houghton, MD đề cập đến một hội nghị của các bác sĩ phẫu thuật quân sự và giới thiệu khái niệm "thuốc thảm họa". [13]
1959 - Đại tá Joseph R. Schaeffer, MD, phản ánh mối quan tâm quốc gia ngày càng tăng đối với các cuộc tấn công hạt nhân đối với dân thường Hoa Kỳ, khởi xướng đào tạo cho các bác sĩ dân sự trong việc điều trị thương vong hàng loạt cho các tác động của vũ khí hủy diệt hàng loạt tạo ra khái niệm về y tế công suất tăng. [14]
1961 - Các Hiệp hội American Medical, các Hiệp hội Bệnh viện Mỹ,Trường American College of Surgeons, các Hoa Kỳ Dịch vụ sức khỏe cộng đồng, các văn phòng Hoa Kỳ của dân quân tự vệ và các Sở Y tế, Giáo dục và Phúc lợi tham gia Schaeffer trong việc thúc đẩy đào tạo bác sĩ dân sự cho hàng loạt thương vong và vũ khí hủy diệt hàng loạt. [15]
1962 - Tổ chức Hiệp ước Bắc Đại Tây Dương (NATO) xuất bản một hướng dẫn sử dụng thuốc thảm họa chính thức do Schaeffer biên tập. [16]
1984 - Dịch vụ Y tế Công cộng Hoa Kỳ thành lập nhóm ứng phó y tế thảm họa liên bang đầu tiên tại Washington, DC, được chỉ định PHS-1.
1986 - Hệ thống y tế công cộng Hoa Kỳ tạo ra Hệ thống y tế thiên tai quốc gia (NDMS) để cung cấp dịch vụ chăm sóc sức khỏe thiên tai thông qua các đội phản ứng y tế quốc gia (NMRT), các nhóm hỗ trợ y tế thiên tai (DMATs), các nhóm hỗ trợ thú y thảm họa (VMAT) và ứng phó với thảm họa thiên tai Các đội (DMORT). PH-1 trở thành đội DMAT đầu tiên.
1986 - Một nhóm thảo luận ứng phó thảm họa y tế được tạo ra bởi các thành viên nhóm NDMS và các tổ chức y tế khẩn cấp ở Hoa Kỳ. Các chuyên gia chăm sóc sức khỏe trên toàn thế giới tham gia nhóm thảo luận của những năm tới.
1989 - Đại học New Mexico tạo ra Trung tâm Y tế Thảm họa, là trung tâm y tế xuất sắc đầu tiên ở Hoa Kỳ. Ở những nơi khác trên thế giới, các trung tâm tương tự được tạo ra tại các trường đại học ở London, Paris, Brussels và Bordeaux. [17]
1992 - Bão Andrew, cơn bão cấp 5, tấn công vào phía nam Florida, phá hủy thành phố Homestead, Florida và khởi xướng ứng phó với thảm họa y tế lớn nhất cho đến nay [ cần dẫn nguồn ].
1993 - Vào ngày 26 tháng 2 năm 1993, lúc 12:17, một cuộc tấn công khủng bố vào Tháp Bắc của Trung tâm Thương mại Thế giới (cuộc tấn công đầu tiên vào đất Mỹ kể từ Thế chiến II) làm tăng sự quan tâm đến giáo dục chuyên ngành và đào tạo về ứng phó thảm họa cho các bác sĩ dân sự [ cần dẫn nguồn ].
1998 - Trường Đại học Lập kế hoạch Dự phòng Hoa Kỳ (ACCP) được thành lập bởi Học viện Quản trị Y khoa Hoa Kỳ (AAMA) để cung cấp chứng nhận và nghiên cứu học thuật trong lĩnh vực lập kế hoạch dự phòng y tế và lập kế hoạch thảm họa y tế. [18]
2001 - Cuộc tấn công ngày 11 tháng 9 năm 2001 vào Trung tâm Thương mại Thế giới và Lầu năm góc gây ra tổn thất lớn nhất về sinh mạng do một cuộc tấn công vào các mục tiêu của Mỹ trên đất Mỹ kể từ Trân Châu Cảng. Kết quả là, nhu cầu về thuốc thảm họa được mạ kẽm [ cần dẫn nguồn ].
2001 - Vào ngày 29 tháng 10 năm 2001, Tổng thống George W. Bush ban hành Chỉ thị của Tổng thống An ninh Nội địa 1 (HSPD-1), thành lập tổ chức và hoạt động của Hội đồng Bảo an Nội địa. [1]
2002 - Vào ngày 11 tháng 3 năm 2002, Tổng thống Bush ban hành HSPD-3, thiết lập Hệ thống Tư vấn An ninh Nội địa. [1]
2002 - Vào ngày 11 tháng 12 năm 2002, Tổng thống Bush ban hành HSPD-4, phác thảo Chiến lược quốc gia để chống lại vũ khí hủy diệt hàng loạt [1]
2003 - Hiệp hội Y khoa Hoa Kỳ, kết hợp với Đại học Y Georgia và Đại học Texas, ra mắt chương trình đào tạo Hỗ trợ Đời sống Thảm họa Quốc gia (NDLS), cung cấp chứng nhận quốc gia đầu tiên về kỹ năng và giáo dục về thảm họa. Đào tạo NDLS sau này sẽ được gọi là " CPR của thế kỷ 21".
2003 - Vào tháng 2 năm 2003, Hiệp hội Bác sĩ Chuyên khoa Hoa Kỳ (AAPS) chỉ định một hội đồng chuyên gia để khám phá câu hỏi liệu thuốc thảm họa có đủ điều kiện là một chuyên khoa y tế hay không.
2003 - Vào ngày 28 tháng 2 năm 2003, Tổng thống Bush ban hành HSPD-5 phác thảo hệ thống quản lý các sự cố trong nước (nhân tạo và thiên tai). HSPD-5 bắt buộc phải tạo và thông qua Kế hoạch ứng phó quốc gia (NRP). [1]
2003 - Vào ngày 30 tháng 9 năm 2003, Kế hoạch phản ứng quốc gia được công bố và thông qua bởi tất cả các cơ quan Liên bang. [1]
2003 - Vào ngày 17 tháng 12 năm 2003, Tổng thống Bush ban hành HSPD-8, phác thảo khuôn khổ mới về sự chuẩn bị quốc gia và tạo ra Hệ thống quản lý sự cố quốc gia (NIMS). [1]
2004 - Vào tháng 2 năm 2004, AAPS báo cáo với Hội đồng Chuyên khoa Bác sĩ Hoa Kỳ (ABPS) rằng hội đồng chuyên gia, được hỗ trợ bởi các tài liệu có sẵn và các HSPD gần đây, đã xác định rằng có đủ kiến thức duy nhất về y học thảm họa để chỉ định lĩnh vực như một đặc sản rời rạc. ABPS cho phép một hội đồng chứng nhận để xác định xem chứng nhận hội đồng có phù hợp với chuyên ngành mới này hay không.
2004 - Vào ngày 28 tháng 4 năm 2004, Tổng thống Bush phát hành HSPD-10, còn được gọi là kế hoạch Biodefense cho Thế kỷ 21, kêu gọi y tế thực hiện các khả năng giám sát và ứng phó để chống lại mối đe dọa khủng bố. [1]
2004 - Bão Charlie, Francis, Ivan và Jeanne đánh bại bang Florida, dẫn đến hậu quả thảm họa y tế lớn nhất kể từ cơn bão Andrew.
2005 - Bão Katrina tấn công Bờ biển vùng Vịnh Hoa Kỳ, phá hủy nhiều thành phố ven biển. Lần đầu tiên trong lịch sử NDMS, toàn bộ hệ thống NDMS được triển khai cho một phản ứng y tế thảm họa duy nhất. Trong số nhiều bài học kinh nghiệm trong các hoạt động tại hiện trường sau cơn bão Katrina là nhu cầu tự chủ tế bào theo cấu trúc chỉ huy sự cố trung tâm và tạo ra sự phân chia tích hợp liên tục để quản lý sự gia tăng bệnh nhân lớn. Những bài học rút ra trong ứng phó với cơn bão Katrina sẽ được áp dụng chưa đầy một tháng sau cơn bão Rita và một lần nữa sau cơn bão Wilma và sóng thần Indonesia.
2005 - Cuối tháng 10 năm 2005, Hội đồng Y học Thảm họa Hoa Kỳ (ABODM) và Học viện Y tế Thảm họa Hoa Kỳ (AADM) được thành lập để nghiên cứu học thuật, thảo luận và trao đổi trong lĩnh vực y học thảm họa, cũng như giám sát chứng nhận của hội đồng. trong y học thảm họa.
2006 - Tháng 6 năm 2006, Viện Y học công bố ba báo cáo về tình trạng chăm sóc sức khỏe khẩn cấp tại Hoa Kỳ. Trong số các sự lên án của chăm sóc khẩn cấp là thiếu sự cải thiện đáng kể trong việc chuẩn bị ứng phó với thảm họa hoặc phối hợp "xuyên silo".
2006 - Vào ngày 17 tháng 9 năm 2006, Trung tâm Tích hợp NIMS công bố Kế hoạch Thực hiện NIMS cho Bệnh viện và Chăm sóc Sức khỏe, thiết lập thời hạn 30 tháng 9 năm 2007 để tất cả các bệnh viện và cơ sở chăm sóc sức khỏe đều "tuân thủ NIMS".
2007 - Vào ngày 31 tháng 1 năm 2007, Tổng thống Bush phát hành HSPD-18, kêu gọi phát triển và triển khai các biện pháp đối phó y tế chống lại vũ khí hủy diệt hàng loạt. [1]
2007 - Vào ngày 30 tháng 9 năm 2007, Kế hoạch Thực hiện NIMS dành cho Bệnh viện và Cơ sở chăm sóc sức khỏe đã hết hạn với hơn chín phần trăm tất cả các bệnh viện Hoa Kỳ tuân thủ đầy đủ và ít hơn một nửa số bệnh viện và cơ sở chăm sóc sức khỏe đã đạt được tiến bộ đáng kể.
2007 - Vào ngày 18 tháng 10 năm 2007, Tổng thống Bush ban hành HSPD-21, phác thảo một kế hoạch tăng cường cho việc chuẩn bị y tế công cộng và phòng chống thiên tai. HSPD-21 đặc biệt kêu gọi tạo ra kỷ luật "chăm sóc sức khỏe thảm họa" bằng cách sử dụng định nghĩa được chấp nhận của "thuốc thảm họa". HSPD-21 cũng kêu gọi Bộ trưởng Bộ Y tế và Dịch vụ Nhân sinh (HHS) sử dụng "các ưu đãi kinh tế" bao gồm Trung tâm Dịch vụ Medicare (CMS) để thúc đẩy các tổ chức y tế tư nhân, bệnh viện và các cơ sở chăm sóc sức khỏe thực hiện các chương trình chăm sóc sức khỏe thảm họa và phòng chống thiên tai y tế các chương trình. [1]